# Jörg Peter
Jörg Peter (Dresda, 23 ottobre 1955) è un ex maratoneta tedesco, primatista nazionale della specialità.
Il primato, stabilito il 14 febbraio 1988 a Tokyo, è di 2h08'47".

## Altre competizioni internazionali
1977
- Coppa Europa di atletica leggera ( Helsinki)
- Argento in Coppa del mondo ( Düsseldorf), 10000 m piani - 28'34"0

1984
- Argento alla Maratona di Tokyo ( Tokyo) - 2h10'57"

1985
- Bronzo alla Maratona di Roma ( Roma) - 2h14'27"
- Oro alla Maratona di Lipsia - 2h12'32"

1987
- Oro alla Maratona internazionale della pace ( Košice) - 2h14'59"
- Bronzo alla Maratona di Fukuoka ( Fukuoka) - 2h11'22"

1988
- Bronzo alla Maratona di Tokyo ( Tokyo) - 2h08'47"

1989
- Oro alla Maratona di Lipsia - 2h31'38"

1990
- Bronzo alla Maratona di Berlino ( Berlino) - 2h09'23"
- Oro alla Maratona di Amburgo - 2h11'49"

1991
- Oro alla Maratona di Amburgo - 2h10'43"

1992
- Bronzo alla Maratona di Rotterdam ( Rotterdam) - 2h11'01"